# Daniel Moreau Barringer

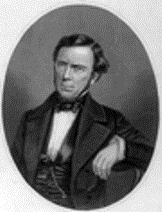
Daniel Moreau Barringer

Daniel Moreau Barringer (* 30. Juli 1806 bei Concord, North Carolina; † 1. September 1873 in White Sulphur Springs, West Virginia) war ein US-amerikanischer Politiker. Zwischen 1843 und 1849 vertrat er den Bundesstaat North Carolina im US-Repräsentantenhaus.

## Werdegang
Daniel Barringer war ein Neffe des Kongressabgeordneten Daniel Laurens Barringer (1788–1852). Er studierte bis 1826 an der University of North Carolina in Chapel Hill. Nach einem anschließenden Jurastudium und seiner 1829 erfolgten Zulassung als Rechtsanwalt begann er in Concord in diesem Beruf zu arbeiten. Gleichzeitig schlug er eine politische Laufbahn ein. Zwischen 1829 und 1834 sowie in den Jahren 1840 und 1842 saß er als Abgeordneter im Repräsentantenhaus von North Carolina. Im Jahr 1835 war er Mitglied einer Versammlung zur Überarbeitung der Staatsverfassung.
Barringer wurde Mitglied der Mitte der 1830er Jahre entstandenen Whig Party. Bei den Kongresswahlen des Jahres 1842 wurde er im zweiten Wahlbezirk von North Carolina in das US-Repräsentantenhaus in Washington, D.C. gewählt, wo er am 4. März 1843 die Nachfolge von John Reeves Jones Daniel antrat, der in den siebten Distrikt wechselte. Nach zwei Wiederwahlen konnte er bis zum 3. März 1849 drei Legislaturperioden im Kongress absolvieren. Diese waren von den Ereignisses des Mexikanisch-Amerikanischen Krieges geprägt. Seit 1847 vertrat Daniel Barringer als Nachfolger von David Settle Reid den dritten Bezirk seines Staates im Kongress. Zwischen 1847 und 1849 war er Vorsitzender des Ausschusses zur Kontrolle der Ausgaben des Außenministeriums und des Indianerausschusses.
1848 verzichtete Daniel Barringer auf eine weitere Kongresskandidatur. Zwischen 1849 und 1853 war er als Nachfolger von Romulus Mitchell Saunders amerikanischer Gesandter in Spanien. Im Jahr 1854 wurde er nochmals in das Repräsentantenhaus von North Carolina gewählt. Im Frühjahr 1861 war er Delegierter auf einer Konferenz in der Bundeshauptstadt Washington, auf der erfolglos versucht wurde, den Ausbruch des Bürgerkrieges zu verhindern. Barringer war Sklavenhalter. Im Jahr 1872 führte Barringer den Vorsitz der Demokratischen Partei in North Carolina, deren Mitglied er nach der Auflösung der Whigs geworden war. Er starb am 1. September 1873 in White Sulphur Springs und wurde in Baltimore beigesetzt.